# Siphocranion nudipes
Siphocranion nudipes là một loài thực vật có hoa trong họ Hoa môi. Loài này được (Hemsl.) Kudô miêu tả khoa học đầu tiên năm 1929.